# Östersjö, Västergötland
Östersjö är en sjö i Marks kommun i Västergötland och ingår i Viskans huvudavrinningsområde.